# Henriette Stenkvist
Henriette Stenkvist (10 de febrero de 1994) es una deportista sueca que compitió en natación. Ganó una medalla de plata en el Campeonato Europeo de Natación de 2010, en la prueba de 4 × 100 m estilos.

## Palmarés internacional
| Campeonato Europeo | Campeonato Europeo  | Campeonato Europeo | Campeonato Europeo |
| Año                | Lugar               | Medalla            | Prueba             |
| ------------------ | ------------------- | ------------------ | ------------------ |
| 2010               | Budapest ( Hungría) | Medalla de plata   | 4 × 100 m estilos  |